# Schoettella glasgowi
Schoettella glasgowi är en urinsektsart som först beskrevs av James P. Folsom 1916.  Schoettella glasgowi ingår i släktet Schoettella och familjen Hypogastruridae. Inga underarter finns listade i Catalogue of Life.